# Wereldkampioenschappen schaatsen afstanden 2015 - 500 meter vrouwen
De 500 meter vrouwen op de wereldkampioenschappen schaatsen afstanden 2015 werd gereden op zaterdag 14 februari 2015 in het ijsstadion Thialf in Heerenveen, Nederland.
Lee Sang-hwa was de regerend Olympisch en wereldkampioen, van de tien wereldbekerwedstrijden eerder in het seizoen won Lee er zes. De andere vier wedstrijden werden gewonnen door Nao Kodaira, Judith Hesse en tweemaal Heather Richardson. Richardson was in beide omlopen de beste en won de wereldtitel.

## Plaatsing
De regels van de ISU schrijven voor dat er maximaal 24 schaatssters zich plaatsen voor het WK op deze afstand. Geplaatst zijn de beste veertien schaatssters van het wereldbekerklassement na vier manches, aangevuld met de tien tijdsnelsten van die eerste vier manches van de wereldbeker. Achter deze 24 namen werd op tijdsbasis nog een reservelijst van zes namen gemaakt. Aangezien het aantal deelnemers per land beperkt is tot een maximum van drie, telt de vierde (en vijfde etc.) schaatsster per land niet mee voor het verloop van de ranglijst. Het is aan de nationale bonden te beslissen welke van hun schaatssters, mits op de lijst, naar het WK afstanden worden afgevaardigd.

## Statistieken

### Uitslag
| #      | Naam                 | Land | 1e run      | 2e run      | Totaal     |
| ------ | -------------------- | ---- | ----------- | ----------- | ---------- |
| Goud   | Heather Richardson   | USA  | 37,703 (1)  | 37,629 (1)  | 75,332     |
| Zilver | Brittany Bowe        | USA  | 37,997 (2)  | 37,788 (2)  | 75,785     |
| Brons  | Nao Kodaira          | JPN  | 38,047 (4)  | 37,846 (3)  | 75,893     |
| 4      | Thijsje Oenema       | NED  | 38,025 (3)  | 37,971 (5)  | 75,996     |
| 5      | Lee Sang-hwa         | KOR  | 38,104 (5)  | 37,900 (4)  | 76,004     |
| 6      | Judith Hesse         | GER  | 38,172 (6)  | 38,276 (7)  | 76,448     |
| 7      | Karolína Erbanová    | CZE  | 38,283 (7)  | 38,339 (9)  | 76,622     |
| 8      | Jekaterina Ajdova    | KAZ  | 38,379 (9)  | 38,259 (6)  | 76,638     |
| 9      | Floor van den Brandt | NED  | 38,492 (11) | 38,308 (8)  | 76,800     |
| 10     | Vanessa Bittner      | AUT  | 38,441 (10) | 38,411 (10) | 76,852 WRJ |
| 11     | Margot Boer          | NED  | 38,313 (8)  | 38,565 (11) | 76,878     |
| 12     | Maki Tsuji           | JPN  | 38,567 (12) | 38,656 (13) | 77,223     |
| 13     | Olga Fatkoelina      | RUS  | 38,611 (13) | 38,617 (12) | 77,228     |
| 14     | Nadezjda Asejeva     | RUS  | 38,784 (15) | 38,760 (14) | 77,544     |
| 15     | Miyako Sumiyoshi     | JPN  | 38,766 (14) | 38,966 (18) | 77,732     |
| 16     | Li Qishi             | CHN  | 38,939 (17) | 38,875 (16) | 77,814     |
| 17     | Marsha Hudey         | CAN  | 38,875 (16) | 38,950 (17) | 77,825     |
| 18     | Yvonne Daldossi      | ITA  | 39,154 (20) | 38,832 (15) | 77,986     |
| 19     | Joelija Kozyreva     | RUS  | 39,123 (18) | 39,220 (20) | 78,343     |
| 20     | Li Huawei            | CHN  | 39,152 (19) | 39,213 (19) | 78,365     |
| 21     | Park Seung-hi        | KOR  | 39,284 (22) | 39,386 (21) | 78,670     |
| 22     | Heather McLean       | CAN  | 39,295 (23) | 39,429 (22) | 78,724     |
| 23     | Lee Bo-ra            | KOR  | 39,237 (21) | 39,495 (23) | 78,732     |
| 24     | Jessica Gregg        | CAN  | 39,655 (24) | 39,960 (24) | 79,615     |

### Loting 1e rit
| Rit | Binnenbaan           | Buitenbaan         |
| --- | -------------------- | ------------------ |
| 1   | Heather McLean       | Jessica Gregg      |
| 2   | Li Huawei            | Joelija Kozyreva   |
| 3   | Li Qishi             | Lee Bo-ra          |
| 4   | Yvonne Daldossi      | Marsha Hudey       |
| 5   | Jekaterina Ajdova    | Nadezjda Asejeva   |
| 6   | Park Seung-hi        | Miyako Sumiyoshi   |
| 7   | Brittany Bowe        | Thijsje Oenema     |
| 8   | Vanessa Bittner      | Maki Tsuji         |
| 9   | Olga Fatkoelina      | Heather Richardson |
| 10  | Floor van den Brandt | Karolína Erbanová  |
| 11  | Nao Kodaira          | Judith Hesse       |
| 12  | Lee Sang-hwa         | Margot Boer        |

### Ritindeling 2e rit
| Rit | Binnenbaan         | Buitenbaan           |
| --- | ------------------ | -------------------- |
| 1   | Jessica Gregg      | Heather McLean       |
| 2   | Lee Bo-ra          | Park Seung-hi        |
| 3   | Joelija Kozyreva   | Yvonne Daldossi      |
| 4   | Marsha Hudey       | Li Huawei            |
| 5   | Nadezjda Asejeva   | Li Qishi             |
| 6   | Miyako Sumiyoshi   | Olga Fatkoelina      |
| 7   | Maki Tsuji         | Floor van den Brandt |
| 8   | Margot Boer        | Vanessa Bittner      |
| 9   | Karolína Erbanová  | Jekaterina Ajdova    |
| 10  | Judith Hesse       | Lee Sang-hwa         |
| 11  | Thijsje Oenema     | Nao Kodaira          |
| 12  | Heather Richardson | Brittany Bowe        |

1996 · 
1997 · 
1998 · 
1999 · 
2000 · 
2001 · 
2003 · 
2004 · 
2005 · 
2007 · 
2008 · 
2009 · 
2011 · 
2012 · 
2013 · 
2015 · 
2016 · 
2017 · 
2019 · 
2020 · 
2021 · 
2023 · 
2024 · 
2025